# Марки Юга России периода Гражданской войны
Ма́рки Ю́га Росси́и перио́да Гражда́нской войны́ включают в себя выпуски знаков почтовой оплаты местных и военных администраций на территории Юга России в 1918—1922 годах.

## Выпуски администрации Области Войска Донского
В мае 1918 года вышло постановление № 121 Совета управляющих отделами Всевеликого Войска Донского (ВВД), утверждённое Донским Атаманом 26 мая, о выпуске разменных марок — суррогата денежного знака номиналом в 20 копеек, заменяющего разменную монету. Марка была отпечатана Ростовской конторой Государственного банка на белой бумаге, на её лицевой стороне помещён портрет Ермака в шлеме и кольчуге, на оборотной стороне миниатюры, вверху изображён герб Российской республики, а также имеется текст: «Размѣнная марка выпущена Ростовской н/Д конторой государств. банка». Кроме своего основного назначения — замены разменной монеты эта марка изредка использовалась и как почтовая, об этом свидетельствуют встречающиеся марки с гашением Ростова-на-Дону.
Имеются фальсификаты этой марки отпечатанные на жёлто-коричневой бумаге и отличающиеся от подлинной деталями рисунка. Встречаются также подделки с пропагандистским текстом на обороте: «Разменная марка выпущенная Ростовской н/Д КОНТРОЙ АТАМАНСКОЙ БАНДЫ».
26 сентября 1918 года Совет управляющих отделами ВВД постановил: «Произвести перештемпелевание марок 1, 2, 3, 4, и 7-копеечного достоинства, имеющихся в почтово-телеграфных учреждениях, в марки 25-копеечного достоинства путём наложения клейма в виде цифры „25“ и почтовые карточки 3-копеечного достоинства — в 10-копеечные».
20 ноября 1918 года была произведена эмиссия восьми почтовых марок (Mi #1A—3B; Yt #7—14) путём наложения типографских надпечаток новой цифры стоимости на марках Российской империи 17-го и 21-го выпусков. Надпечатки производились в Ростове-на-Дону. Марки имели почтовое обращение в пределах Донской области до их официального изъятия 15 июля 1919 года. Известны письма и открытки, франкированные этими марками и посланные в Германию, чьим союзником была Область Войска Донского, солдатами и офицерами находившихся там немецких войск.
Этим же постановлением Новочеркасской экспедиции предписывалось отпечатать тиражом в 1 миллион марок типа «Ермак» уменьшенного размера, 25-копеечного достоинства. Однако этот выпуск не состоялся.

## Выпуски администрации Кубанской области
Вскоре после занятия Екатеринодара и Кубанской области войсками Добровольческой Армии в августе 1918 года, Почтово-телеграфным отделом ведомства внутренних дел Кубанского краевого правительства было обращено внимание на необходимость переоценки имевшихся в его распоряжении запасов почтовых марок. В период с 1918 по 1920 год было эмитировано три выпуска почтовых марок. Первый выпуск из восьми марок состоялся в сентябре 1918 года, согласно распоряжению Ведомства внутренних дел. Типографская надпечатка чёрной краской цифры стоимости или цифры стоимости и буквы «р» была сделана на марках Российской империи 17-го и 21-го выпусков. Марки имели хождение на территории Кубани и в местностях, занятых войсками Добровольческой Армии.
Второй выпуск, осуществлённый в 1919 году, представлял собой типографскую надпечатку на почтовых марках России 17-го и 21-го выпусков и сберегательных марках чёрной краской в одну строку цифры стоимости и буквы «к» или в две строки цифры стоимости и слова «рубля» («рублей»). Третий — 1920 года, представлял собой типографскую надпечатку чёрной краской в две строки цифры стоимости и слова «коп.» («рублей») на марках России 17-го и 21-го выпусков.

## «Доно-Кубань»
Осенью 1918 года было заключено почтово-телеграфное соглашение Кубани и Дона по поводу хождения кубанских марок на Дону и наоборот. Намечалось также издание серии из восьми марок для территории Дона и Кубани, символизирующих единение двух казачьих войск. Были подготовлены четыре проекта, утверждённые председателем Кубанского краевого правительства Л. Л. Бычем. Проект марки номиналом в 25 копеек изображал протягивающих друг другу руки донского и кубанского казаков; проект марки номиналом в 50 копеек — портреты Тараса Бульбы и Ермака Тимофеевича и территорию рек Дона и Кубани. Автором этих проектов был С. Юрьев. Ещё два проекта были сделаны другим художником.
Известны также пробные марки (эссе) с надписью «Доно-Кубань», номиналом в 25 копеек, по формату и рисунку напоминающие выпуски копеечного достоинства Главного командования Вооружёнными силами Юга России (ГК ВСЮР). Марки зубцовые, отпечатаны в Новочеркасске типографским способом яркой изумрудно-зелёной краской на очень плотной глянцевой бумаге.
Рисунок марки, в целом повторяя рисунок копеечных марок ГК ВСЮР, имеет отличия. Так, ветки по бокам внутреннего овала более «аккуратные», с подробными листьями, они окружают весь овал до верхней ленты. Орнамента в верхней части овала, имеющегося на марках ГК ВСЮР, на марке «Доно-Кубань» нет, вместо этого появились два небольших орнаментных завитка у нижней части овала. Сам овал чуть больше, внутренняя его часть заштрихована частыми горизонтальными штрихами, на этом фоне изображены посередине — крупные почтовые рожки и перекрещивающиеся молнии, а над и под ними — по небольшой шестиконечной звёздочке из двух треугольников с белой серединой. На ленте овала надпись крупными белыми буквами по цветному фону: «Доно-Кубань», в нижней части ленты три белых точки. На ленте, помещённой в верхней части рисунка (над овалом) надпись «ПОЧТА», буквы выполнены тем же шрифтом как на марках ГК ВСЮР, однако более жирные и с оттенением тонкими линиями. На помещенной внизу (под овалом) табличке с кружком посередине надпись: «25 коп.». Имеющиеся на марках ГК ВСЮР два завитка под кружком с цифрой на марке «Доно-Кубань» отсутствуют. Размер рисунка марки 16 × 30 мм.
В 1929 году квартблок марок «Доно-Кубань» с зубцами, наклеенный в альбоме «[Образцы работ Экспедиции Заготовления Ценных Бланков Всевеликого Войска Донского]. г. Новочеркасск, 1919 г.», находился в коллекции А. Белявского.

## Выпуск генерала Деникина «Единая Россия»
8 января 1919 года были созданы войска Главного командования Вооружёнными силами Юга России (ГК ВСЮР), возглавил которые генерал А. Деникин.
Ещё раньше, 31 августа 1918 года, было сформировано «Особое совещание при Главкоме ВСЮР», ставшее, по сути, правительством генерала Деникина. В составе правительства было создано почтовое ведомство, которое на первых же шагах своей деятельности столкнулось с отсутствием марок, запасы которых в почтовых отделениях подошли к концу. Было принято решение, одобренное правительством, отпечатать марки своего образца. Заказ на печатание был дан созданной «Экспедиции Заготовления Ценных Бланков Всевеликого Войска Донского» в Новочеркасске.
В конце апреля (по старому стилю) 1919 года состоялся первый выпуск марок ГК ВСЮР (штемпель Новороссийска из коллекции Мясковских датирован 24.4.19). Одиннадцать беззубцовых марок с изображением Георгия Победоносца и надписью «Единая Россія» были отпечатаны на простой серой бумаге с нанесённым вручную грубым клеем. Номиналы в копейках были изготовлены печатными листами по 400 штук, состоявших из 16 25-марочных блоков, которые для продажи разрезались на 4100 марочных листов (2 × 2 × 25). Следующий выпуск печатался 500 марочными листами, разрезавшимися на 5100 марочных полос (4 × 1 × 25). 120-марочный печатный лист рублёвого номинала состоял из четырёх 30-марочных (5 × 6) листов. Последний выпуск печатался на белой гуммированной бумаге. Номиналы в копейках сохранились в мизерном количестве, так как после захвата красными Новочеркасска были ими сожжены. Рублёвые номиналы в 3, 5 и 10 рублей известны намного лучше, но как перфорированные, хотя известны и беззубцовые марки, включая 1-рублёвые. Печатались эти марки 60-марочными блоками (10 × 6), которых на листе, судя по найденным гаттер-парам, могло быть 8 штук при печати на большой литографской машине.
Первоначально марки были введены в обращение в Черноморской губернии и только с 15 (28) июля — в Донской области, чтобы дать возможность населению израсходовать имевшиеся на руках донские марки. В июне 1920 года марки выпуска поступают в обращение в освобождённых от красных части Екатеринославской губернии и в Терской области. По мере освобождения Юга России марки использовались и в других областях, так что они использовались на всей территории, находившейся под контролем ВСЮР.
После занятия красными Юга России марки выпуска продолжали оставаться в обращении в РСФСР и УССР ещё достаточно долго из-за нехватки марок общероссийского образца, на что было дано разрешение соответствующих наркоматов. Гашения с датами до января 1921 года не являются слишком редкими. Есть даже заказное письмо, франкированное марками выпуска и Российской Империи на сумму 1.250 рублей, то есть оплаченное строго по тарифу, которое было послано из Бердянска Таврической губернии 23.12.21 и получено в Москве 9.1.22. Также известно использование марок Единой России в качестве провизорий РСФСР (Железноводск и Канова Терской области) и УССР (Ольшана и Тальное Киевской губернии).
Фальшивые марки выпуска достаточно редки. Подделки рублёвых номиналов определяются достаточно легко, поскольку они печатались на бумаге с вкраплёнными цветными нитями. С номиналами в копейках дело обстоит несколько сложнее. В подавляющем большинстве случаев спасает положение то, что они печатались на сотовой бумаге без клея. Гашёные подделки встречаются только с фальшивым штемпелем Миллерово.

## Выпуски Крымского краевого правительства
25 июня 1918 года в Симферополе было создано Первое крымское краевое правительство под председательством генерала М. Сулькевича. Этим правительством в 1918 году была выпущена почтовая марка — типографская надпечатка чёрной краской нового номинала «35 коп.» на марках России двадцать первого выпуска. Необходимость этого выпуска объяснялась потребностью большого количества марок этого достоинства, соответствующего стоимости простых иногородних писем в Крыму. Надпечатка была сделана в Симферополе в бывшей губернской типографии.
19 марта 1919 года была выпущена марка номиналом в 50 копеек, с изображением герба Таврической губернии, отпечатанная в литографии Вильгельма Креве в Берлине на плотной бумаге без зубцов. На лицевой стороне указан её почтовый и фискальный характер, на оборотной — хождение в качестве денежного знака. Марка планировалась как многоцелевая, однако на почте она никогда не продавалась и её использование в качестве почтовой или гербовой было запрещено. По существу эта марка является денежным знаком. Все гашёные экземпляры этой марки, в том числе и на конвертах, являются фиктивными или филателистическими. Исключением является письмо, посланное из Таврической Губернской Земской Управы (ТГЗУ) фабричному инспектору губернии Виктору Ивановичу Демикели, конверт которого находится в коллекции Г. Г. Вербицкого (США). Естественно, что почтальон не мог отказаться взять это письмо. Вполне возможно, что со временем будут найдены и другие конверты писем, посланных из ТГЗУ.

## Выпуски администрации генерала Врангеля
В 1919 году войска ГК ВСЮР (генералы А. Деникин и П. Врангель) заняли Левобережную Украину и Крым.
В августе — октябре 1920 года администрацией генерала П. Врангеля в Крыму был осуществлён четвёртый выпуск марок ГК ВСЮР. Он представлял собой типографскую надпечатку чёрной краской в три строки цифры стоимости и слов «пять рублей» (тариф простого иногороднего письма) на марках Российской империи семнадцатого и двадцать первого выпусков, а также марках ГК ВСЮР. Надпечатки были сделаны в Симферополе в бывшей губернской типографии. Марки были в обращении вплоть до начала эвакуации остатков белых частей из Крыма 11 ноября 1920 года.
В начале октября 1920 года был поднят вопрос о повышении почтовых тарифов и о переоценке оставшихся запасов марок. При этом было сделано несколько пробных оттисков новой типографской надпечатки в четыре строки чёрной краской слов «Югъ Россіи», цифры стоимости и слова «рублей» на марках России семнадцатого и двадцать первого выпусков. Две марки пятого выпуска ГК ВСЮР с надпечаткой 100 рублей на 1 копейке с зубцами и без зубцов вышли уже после эвакуации белых частей из Крыма.

## Мариупольский выпуск
В мае 1919 года администрацией ГК ВСЮР в Мариуполе была произведена надпечатка чёрной краской в одну строку цифры стоимости и буквы «к.» на марках УНР (Центральной Рады) — «35 к.» на марке в 10 шагов и «70 к.» на 50-шаговке.

## Выпуски администрации Сочи
5 июля 1918 года Грузия захватила район города Сочи (Сочинский округ). При этом изменились почтовые тарифы, простое письмо стало стоить 60 копеек, а заказное — 1 рубль 20 копеек. Администрация города Сочи вынуждена была эмитировать два выпуска марок. Первый выпуск (Mi #1—2; Yt #7—9) предназначался для оплаты почтовых отправлений и представлял собой типографскую надпечатку чёрной краской числа «60» и черты под ней на марках России 17-го и 21-го выпусков. На 15-ти марках черта под числом отсутствует. Надпечатки производились в местной типографии наличным разнотипным набором, поэтому имеется 11 различных типов надпечатки. Также имеются две ошибки: «09» (число перевёрнуто) и «90» (6 перевёрнута). Известны три письма — два с гашениями Сочи и одно — Адлера. Кроме того достаточно часто встречаются марки с гашением города Сочи.
В начале 2010 года была найдена уникальная обёртка бандероли с отчётом Адлерского сельскохозяйственного общества за октябрь-ноябрь 1918 года, посланным в Сочи Правлению сельскохозяйственного общества, которая снимает все сомнения в реальном почтовом использовании выпуска.
Второй выпуск — марки оригинальных рисунков для оплаты служебной корреспонденции (пакетов). Марки были отпечатаны литографским способом на желтоватой бумаге. На марках изображён приморский пейзаж с пальмой в центре, под ней перекрещенные лопата и кирка. Надписи — «Марка Сочи — городская коллегия» и номинал.

### Общий раздел
- Гибрик Сеймур Польская консульская почта в Одессе в 1919-20 годах. // Россика. — 1956. — № 49-50. — С. 5-6.
- Каталог-справочник отечественных знаков почтовой оплаты. — М., 1990. — Т. 1. — С. 155—183; Т. 3. — С. 325—337 (Приложение к журн. «Филателия СССР» и «Филателия»: Сб. из 3 т.)
- Тюков В. М. Российские марки и знаки почтовой оплаты. Большая энциклопедия. — М.: ЭКСМО, Наше слово, 2011. — С. 154—164. — ISBN 978-5-699-47412-7.
- Росселевич А. М. Надпечатки и марочные выпуски Юга России 1918-20 г.г. // Россика. — 1959. — № 57. — С. 8-15.
- Scott 2007. Standard Postage Stamp Catalogue. — New York: Scott, 2006. (англ.) (См. скан страницы каталога.)

### Почта Дона, Кубани и ВСЮР
- Горцев П. Марки «Доно-Кубань» // Северо-Кавказский коллекционер. — Ростов-на-Дону, 1928. — № 4. — С. 1. (Дата обращения: 1 сентября 2009)
- Ивахно А. И. «Доно-Кубань» и «Единая Россия»: Вопросы и ответы // Украинская и Российская Филателия. — 1992. — № 1. — С. 22.
- В. Кутилин К истории выпуска марочных эмиссий на С. Кавказе (документы Дона и Кубани) // Северо-Кавказский коллекционер. — Ростов-на-Дону, 1932. — № 7-9.
- Мясковский И. Ф. Почтовая история Гражданской войны: выпуск генерала Деникина: справочник / Отв. ред. Е. А. Обухов. — М.: ИТЦ «Марка», 2010. — 79 с. — (Прил. к журн. «Филателия», № 9, 2010).
  - Почтовое использование в Донской области (расширенный вариант с добавлением марок Донского выпуска) — С. 47—79.
- Мясковский И. Ф. Использование марок Кубани и «Единая Россия» на Северном Кавказе // Мир Марок. — 2011. — № 6. — С. 68—82.
- Мясковский И. Ф. Замечания к дополнениям Павлова, опубликованным в журнале «РУС» // Информационный центр «БЕЛЫЕ и КРАСНЫЕ». — 2013. — 27 февраля.
- Мясковский И. Ф. Разгадка «дублирующих» штемпелей по П. Павлову (недоступная ссылка) // Информационный центр «БЕЛЫЕ и КРАСНЫЕ». — 2014. — 10 февраля.
- Epstein A. The Postal History of South Russia 1917—1920: Issues and Rates // The Post-Rider (Ямщик). — 2000. — № 47. — С. 32-41.

#### Дон
- Белявский А. К истории донских марок // Северо-Кавказский коллекционер. — Ростов-на-Дону, 1929. — № 1. — С. 10. (Дата обращения: 1 сентября 2009)
- Горцев П. К истории донских марок (дополнение) // Северо-Кавказский коллекционер. — Ростов-на-Дону, 1929. — № 2. — С. 7. (Дата обращения: 1 сентября 2009)
- В. Кутилин Материалы к истории донских дензнаков («Ермак»). // Северо-Кавказский коллекционер. — Ростов-на-Дону, 1929. — № 2.
- Ляшенко Л. Ростовский Ермак // Филателия. — 2006. — № 10. — С. 45.
- Мясковский И. Донской выпуск (почтовое использование) // Мир марок. — 2009. — № 3. — С. 72—79.

#### Кубань
- Борисов и Константинов. О марках Кубани // Советский филателист. — 1924. — № 2, 3, 4 и 6.
- Кривцов Б. Марки Кубани // Советский филателист. — 1923. — № 5—6. — С. 5—10.
- Кривцов Б. Опечатки в Кубанских провизориях // Советский филателист". — 1923. — № 7—8. — С. 16—18.
- Юрьев С. Проекты марок Кубани // Россика. — 1935. — № 22. — С. 193—195.

#### ВСЮР (выпуск «Единая Россия»)
- Адлер К.  // Россика. — 1963. — № 65. — С. 52—53.
- Великолепов А. Со штемпелями «белых» городов. Почтовая служба и марки Вооружённых Сил Юга России // Родина. — 2000. — № 12.
- Горцев П. Пробные марки «Единой России» // Северо-Кавказский коллекционер. — Ростов-на-Дону, 1928. — № 9.
- Кутилин В. О марках «Единой России» // Северо-Кавказский коллекционер. — Ростов-на-Дону, 1929. — № 2.
- Мясковский И. Ф. Страницы почтовой истории Гражданской войны: справочник / Сост. и ред. Б. А. Краснов. — М.: ИТЦ «Марка», 2009. — 79 с. — (Прил. к журн. «Филателия», № 7, 2009). (Дата обращения: 5 мая 2011)
  - Подделки выпуска ген. Деникина. — С. 41—54.
- Мясковский И. Пробные марки выпуска генерала Деникина (недоступная ссылка) // Информационный центр «БЕЛЫЕ и КРАСНЫЕ». — 2013, 21 декабря.
- Мясковский И. Дизайн марок выпуска «Единая Россия» (недоступная ссылка) // Мир Марок. — 2010. — № 3. — С. 76—79.
- Мясковский И. Выпуск ген. Деникина — Разнообразие печатных листов (недоступная ссылка) // Информационный центр «БЕЛЫЕ и КРАСНЫЕ». — 2013, 18 декабря.
- Мясковский И. Ф. Почтовая история Гражданской войны: выпуск генерала Деникина: справочник / Отв. ред. Е. А. Обухов. — М.: ИТЦ «Марка», 2010. — 79 с. — (Прил. к журн. «Филателия», № 9, 2010).
  - Выпуск генерала Деникина (последний вариант) — С. 2—47.
- Мясковский И. О статье П. Павлова генерала «Марки выпуска „Единая Россия“» (недоступная ссылка) // Информационный центр «БЕЛЫЕ и КРАСНЫЕ». — 2013, 21 декабря.
- Соколов Вл. и Кутилин В. К вопросу о выпуске марок Единой России. // Советский коллекционер. — 1928. — № 2. — С. 11-12.
- Степанов В. О надпечатках «ЮГЪ РОССІИ» // Филателия. — 2009. — № 10. — С. 45—46.
- Юдкин В. Как «белогвардейские» марки выручили советскую почту // Филателия. — 2005. — № 2. — С. 38—39.
- Ceresa R. J. The Postage Stamps of Russia, 1917—1923. — Vol. 3. — Pts. 6—12. — P. 117—123 («Edinaya Rossiya» Issue: Government of General Denikin).
- Rayhak M. South Russia Essays? // Rossica Journal. — 1979. — № 96/97. — С. 115—117.

### Почта Крыма
- Бэйли В. Л. Г. Крымская надпечатка «ЮГЪ РОССИИ — 100 рублей» на 1 коп. // Россика. — 1959. — № 57. — С. 32-34.
- Манжелей С. Марки, выпущенные в Крыму (недоступная ссылка) // Россика. — 1935. — № 2. — С. 189—192; 1936. — № 23. — С. 213—216.
- Мясковский И. Ф. Страницы почтовой истории Гражданской войны: справочник / Сост. и ред. Б. А. Краснов. — М.: ИТЦ «Марка», 2009. — 79 с. — (Прил. к журн. «Филателия», № 7, 2009). (Дата обращения: 5 мая 2011)
  - Крымский выпуск ген. Врангеля. Пробные надпечатки. — С. 3—10.
- Мясковский И. Ф. Надпечатка «Югъ Россіи. 100 рублей.» Ответ на статью Павлова, опубликованную в журнале «РУС» // Информационный центр «БЕЛЫЕ и КРАСНЫЕ». — 2013. — 20 августа.
- Мясковский И. Ф. Марки-деньги Крымского краевого правительства // Мир марок. — 2012. — № 1, 2, 4.
- Росселевич А. Надпечатки ген. Врангеля в Крыму // Россика. — 1958. — № 55. — С. 1-12.

### Прочие выпуски Юга России
- Бессонов В. Сочинские провизории // Советский коллекционер. — 1925. — № 22. — С. 3-6.
- Мясковский И. Ф. Страницы почтовой истории Гражданской войны: справочник / Сост. и ред. Б. А. Краснов. — М.: ИТЦ «Марка», 2009. — 79 с. — (Прил. к журн. «Филателия», № 7, 2009). (Дата обращения: 5 мая 2011)
  - Выпуск города Сочи — С. 55—66.